# João Paulo da Silva
João Paulo da Silva (født 22. februar 1985) er en brasiliansk fodboldspiller.